# Giovanni Battista Caproni

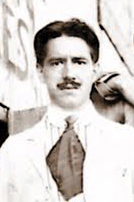
Giovanni Battista Caproni

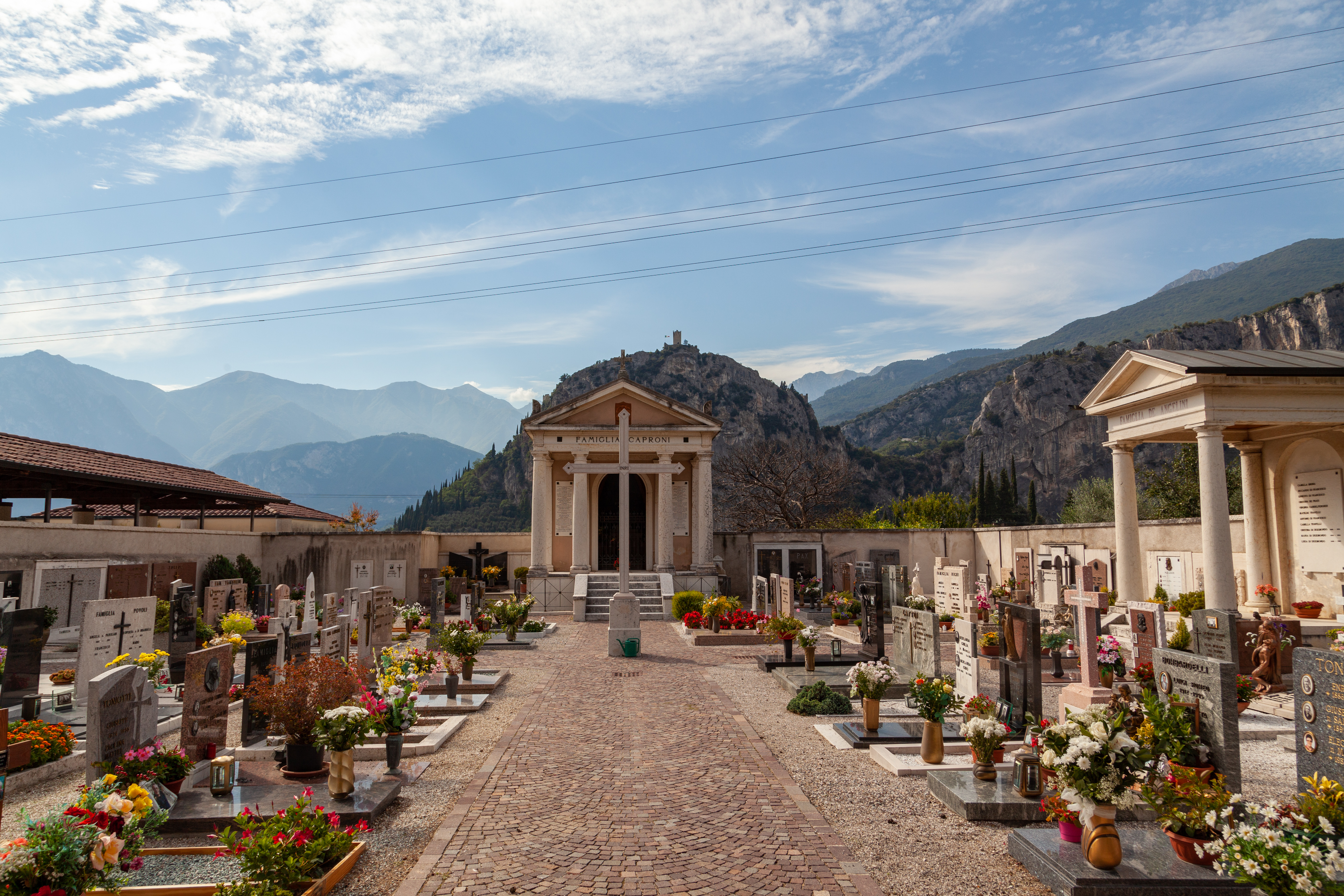
Die Grabstätte von Giovanni Battista Caproni in Massone bei Arco

Giovanni Battista Caproni, Rufname Gianni Caproni (* 3. Juli 1886 in Massone bei Arco (Arch) damals Tirol, Österreich-Ungarn, heute Trentino, Italien; † 27. Oktober 1957 in Rom) war ein italienischer Luftfahrtingenieur und Unternehmer. Er gründete das nach ihm benannte Luftfahrtunternehmen Caproni.

## Luftfahrtunternehmen
Caproni besuchte nach seiner schulischen Ausbildung das Polytechnikum in München und ließ sich zum Elektroingenieur ausbilden. Er interessierte sich für Luftfahrt und erfuhr von den Brüdern Wright. Die endgültige Entscheidung sich der Luftfahrt zuzuwenden geschah während eines Besuches in Paris, als er mit den damaligen Flugpionieren in Kontakt kam.
Er gründete noch 1908 eine Werkstatt für den Flugzeugbau und er begann mit seinem ersten Flugzeug, das am 27. Mai 1910 seinen Erstflug unternahm, aber bei der Landung vollständig zerstört wurde. Die Firma zog daraufhin nach Vizzola Ticino bei Varese und firmierte ab 1911 unter dem Namen Societa de Agostini e Caproni. Die Geschäfte liefen schleppend und 1913 übernahm der Staat das Unternehmen. Caproni blieb jedoch Produktionsleiter. Während des Ersten Weltkrieges entwickelte Caproni eine Reihe schwerer Bomber, angefangen mit der Caproni Ca.1.
Nach dem Weltkrieg entwarf Caproni einige Aufsehen erregende Maschinen, wie den 100-sitzigen Neundecker Caproni Ca.60 oder das Thermojetflugzeug Campini-Caproni C.C.2. Samoletna Fabrika Kaproni Bulgarski war eine Produktionsstätte in Kasanlak, die Caproni 1930 vom tschechischen Hersteller Aero übernahm.
1940 wurde er zum Conte di Taliedo ernannt. Im Zweiten Weltkrieg stellte er Flugzeuge wie die Caproni Ca.311 her. Nach der Ausrufung der Republik von Salò lagen die Hauptherstellungstätten Capronis in diesem Gebiet. Ab diesem Zeitpunkt wurde, wie in den Caproni-Werken in Torbole, für die deutsche Kriegswirtschaft produziert. Er wurde deswegen nach dem Kriegsende 1945 in Italien als Kollaborateur gesucht, flüchtete und konnte sich der Verhaftung bis 1946 entziehen, als seine Unschuld nachgewiesen wurde.
Zwischen 1946 und 1951 versuchte Caproni seine Unternehmen neu zu ordnen und sich am Weltmarkt zu etablieren, ohne nachhaltigen Erfolg.

## Modelle
- Caproni Ca.1
- Caproni Ca.2
- Caproni Ca.3
- Caproni Ca.4
- Caproni Ca.5
- Caproni Ca.7
- Caproni Ca.30
- Caproni Ca.31
- Caproni Ca.32
- Caproni Ca.33
- Caproni Ca.34
- Caproni Ca.35
- Caproni Ca.36
- Caproni Ca.37
- Caproni Ca.39
- Caproni Ca.40
- Caproni Ca.41
- Caproni Ca.42
- Caproni Ca.43
- Caproni Ca.44
- Caproni Ca.45
- Caproni Ca.46
- Caproni Ca.47
- Caproni Ca.48
- Caproni Ca.50
- Caproni Ca.51
- Caproni Ca.52
- Caproni Ca.56
- Caproni Ca.57
- Caproni Ca.58
- Caproni Ca.59
- Caproni Ca.60 Transaereo
- Caproni Ca.73
- Caproni Ca.90
- Caproni Ca.97
- Caproni Ca.100
- Caproni Ca.101
- Caproni Ca.111
- Caproni Ca.113
- Caproni Ca.114
- Caproni Ca.133 Caprona
- Caproni Ca.135
- Caproni Ca.148
- Caproni Ca.164
- Caproni Ca.183bis
- Caproni Ca.306 Borea
- Caproni Ca.309 Ghibli
- Caproni Ca.310 Libeccio
- Caproni Ca.311
- Caproni Ca.312
- Caproni Ca.313
- Caproni Ca.314
- Caproni Ca.316
- Caproni Ca.335 (in Belgien: SABCA S.47)
- Caproni-Bergamaschi Ca.380 Corsaro
- Campini-Caproni C.C.2
- Caproni Trento F.5
- Caproni-Vizzola F.4
- Caproni-Vizzola F.5
- Caproni-Vizzola F.6
- Caproni-Vizzola F.7

## Luftfahrtmuseum
Am Flugplatz Trient ist ihm das Museo dell’aeronautica Gianni Caproni gewidmet.